# Ncuti Gatwa
Mizero Ncuti Gatwa (n. 15 octombrie 1992, Kigali, Rwanda) este un actor ruandezo-scoțian. A devenit cunoscut ca Eric Effiong în serialul de comedie-dramă Sex Education (2019-prezent) de pe Netflix, rol care i-a adus un premiu BAFTA Scotland pentru cel mai bun actor în televiziune și trei nominalizări la premiul BAFTA pentru cel mai bun rol masculin de comedie. În mai 2022, Gatwa a fost anunțat că va fi al cincisprezecelea  actor  care va juca rolul Doctorului în serialul BBC Doctor Who, el fiind astfel primul actor de culoare care a avut un rol principal în acest serial.    

## Biografie
S-a născut la Nyarugenge, Kigali, Rwanda, la 15 octombrie 1992. Tatăl său, Tharcisse Gatwa, din districtul Karongi din Rwanda, este jurnalist cu un doctorat în teologie.
Familia lui a evadat din Rwanda în timpul genocidului din Rwanda împotriva populației tutsi în 1994 și s-a stabilit în Scoția. Familia a locuit în Edinburgh și Dunfermline. Gatwa a urmat Liceul Boroughmuir și Liceul Dunfermline înainte de a se muta la Glasgow pentru a studia la Conservatorul Regal din Scoția, absolvind cu o licență în arte, în actorie în 2013. Conservatorul Regal din Scoția i-a acordat un doctorat onorific la ceremonia de absolvire a promoției din 2022.

## Carieră
După absolvire, Gatwa a primit un post la Teatrul Dundee Repertory. A avut un rol scurt în serialul Bob Servant din 2014, care a fost, de asemenea, plasat și filmat în Dundee.
În 2015, a apărut într-un rol secundar în miniseria Stonemouth, o adaptare a romanului cu același nume din 2012. Gatwa l-a jucat pe Demetrius în producția din 2016 a piesei Visul unei nopți de vară la  Shakespeare's Globe, regizat de Emma Rice.
În mai 2018, a fost distribuit în serialul Netflix de comedie-dramă Sex Education în rolul lui Eric Effiong. Serialul  a fost lansat în 2019 și a fost apreciat de critica de film. Gatwa a primit laude pentru portretizarea lui Eric atât din partea publicului cât și a criticilor. Ei au apreciat modul în care personajul nu a fost retrogradat la personajul clișeu „cel mai bun prieten homosexual sau negru”. El a câștigat numeroase premii pentru rol, inclusiv un premiu BAFTA Scotland pentru cel mai bun actor într-un serial de televiziune în 2020 și trei nominalizări la premiul BAFTA de  televiziune pentru cea mai bună interpretare într-un rol masculin într-o comedie în 2020, 2021 și 2022 consecutiv. În aprilie 2022, Gatwa a fost distribuită în filmul lui Greta Gerwig Barbie, cu Margot Robbie, Ryan Gosling și co-starurile din Educația sexuală Emma Mackey și Connor Swindells.

### Doctor Who
Pe 8 mai 2022, s-a anunțat că Gatwa a fost distribuit în Doctor Who ca o nouă întruchipare a protagonistului serialului, Doctorul, succedându-i în acest rol lui Jodie Whittaker. Gatwa, care a fost distribuit în februarie,  este primul actor de culoare care va avea rolul principal în serial și este al patrulea actor scoțian care va face acest lucru.